# مصيص
مِصَّيْص أو شِنْجار أو ساق الحمام جنس نباتي يتبع الفصيلة الحمحمية.
أ. مكان وجوده: أسقف وجدران المباني القديمة في جدران الأرض المحيطة بالقرى.
ب. الفصل الذي تنمو فيه: الربيع والصيف.
ج. أوصافه: تنبت النبتة بسيقان عدة، الأوراق، الأوراق مشرمة ومثلثة الشكل وأزهارها صفراء، في الزهرة نوع الحلاوة يجمعها الأطفال ويمصون ما بها من حلاوة وعلى ذلك فإنه يبدو أن الاسم جاء من مص يمص فهو مصيص.
د. الجزء الذي يستعمل منه: الأوراق.
هـ. المرض الذي يستعمل ضده: الدمامل، الجروح، المتسممة، لزقات الظهر.
و. طريقة الاستعمال: تؤخذ الأوراق وتدق وتعصر وتخلط مع طحين وتلزق في حالة اللزقة أما في علاج الجروح فتستعمل الورقة الخضراء فقط.